# Werner Aspenström
Karl Werner Aspenström (n. 13 noiembrie 1918, Församling Norrbärke, Smedjebacken — d. 25 ianuarie 1997, Stockholm) a fost un poet și eseist suedez.

## Publicații
- Förberedelse, 1943
- Oändligt är vårt äventyr, 1945
- Skriket och tystnaden, 1946
- 66 dikter, 1946
- Snölegend, 1949
- Litania, 1952
- Hundarna, 1954
- Dikter, 1955
- Dikter under träden, 1956
- Bäcken, 1958
- Arken, 1959
- Poeten och kejsaren, 1959
- Snaran, 1959
- Teater.1, 1959
- Motsägelser, 1961
- Om dagen om natten, 1961
- Teater.2, 1963
- Trappan, 1964
- Gula tassen, 1965
- Huset, 1965
- Teater.3, 1966
- Jag måste till Berlin, 1966
- Sommar, 1968
- Inre, 1969
- Skäl, 1970
- Stackars Job, 1971
- Under tiden, 1972
- Jordvagga-Himmelstak, 1973
- Blåvalen, 1975
- Ordbok, 1976
- Tal på Övralid, 1958, 1977
- Teater.4, 1978
- Vissa sidor och ovissa, 1979
- Ögonvittnen, 1980
- Tidigt en morgon sent på jorden, 1980
- Sten Lindroth, 1981
- Sorl, 1983
- Teater.5, 1985
- Det röda molnet, 1986
- Fragmentarium, 1987
- Bertil Malmberg, 1987
- Varelser, 1988
- Sidoljus, 1989
- Enskilt och allmänt, 1991
- Ty, 1993
- Israpport, 1997
- Reflexer, 2000
- Samlade dikter, 2000
- Öva sitt eget, 2004

1. ↑  „Werner Aspenström”, Gemeinsame Normdatei, accesat în 27 noiembrie 2022
2. ↑  Autoritatea BnF, accesat în 10 octombrie 2015